# فيترول بوتشي دى رون
فيترول، هي بلدية تقع في منطقة بوش دو رون أقاليم فرنسا دبرتمنت في مقاطعة ألب كوت دازور والواقعة في جنوبي فرنسا، تبعد حوالي 20.6 كم (12.8 ميل) عن مدينة مرسيليا، وتعتبر أكبر ضاحية في مدينة إيكس إن بروفانس وهي ملاصقة لجانبها الجنوبي الغربي.

## الإدارة
- 1800-1808 : بول جويدون
- 1808-1812 : بيير جوزيف جابرييل برتراند
- 1813-1817 : لويس باريج دي مونفالون
- 1817-1823 : جاك بيير هيلاريون أوديبرت
- 1824-1830 : لويس مارتن
- 1830-1831 : Honoré-Etienne Emery
- 1831-1837 : هيبوليت باريت
- 1837-1842 : أندريه جويلين
- 1842-1844 : جوزيف كونستانت الملقب. الثراء المستمر
- 1844-1846 : بارتيليمي بونتو
- 1847-1848 : جان إتيان بونسنيور
- 1848-1848 : كاسيمير بيرارد
- 1848-1850 : جان جوزيف أوديبرت
- 1850-1850 : لويس فارين
- 1850-1863 : هونوري لاتود
- 1863-1865 : جان بيير كريستوف
- 1865-1867 : جول ايمارد
- 1867-1870 : جان أنطوان أوديبرت
- 1870-1874 : فرانسوا هيلير توش
- 1874-1878 : لوسيان سوفات
- 1878-1892 : فرانسوا هيلير توش
- 1892-1908 : فيتال روارد
- 1908-1912 : بيير جوستاف كونستانت
- 1912-1925 : سيبريان توش
- 1825-1944 : جول جويبود
- 1944-1954 : هنري لوبيه
- 1954-1966 : فيكتور مارتن
- 1966-1977 : هنري بريموند
- 1977-1983 : بيير سكلس
- 1983-1997 : جان جاك أنجليد
- 1997-2002 : كاثرين ميجريت
- 2002-2009 : جاي أوبينو
- إتانغ دي بيري
- مهرجان تشارلي جاز
- كوميونات مقاطعة بوش دو رون

## روابط خارجية
- Official website